# 王歆之
王歆之（?—?），字叔道，南朝宋河東人。晉朝南蠻校尉王愆期曾孫，光祿大夫王尋之之孫，豫章公相王肇之之子。王歆之受到宋文帝提拔，歷任南康相、左民尚書、光祿大夫。在任內去世。王歆之的作品有《始兴记》和《南康記》。

## 延伸阅读
[在维基数据编辑]
 《宋書/卷92》，出自沈约《宋书》